# Михайло-Архангельский собор (Уральск)
Михайло-Архангельский собор (каз. Михаил-Архангел ғибадатханасы; более известен как Старый собор) — православный храм в Уральске, кафедральный собор Уральской и Атырауской епархии Русской Православной Церкви. Древнейшее здание города и первый его храм. Каменное здание было заложено в 1741 году на месте существовавшего деревянного, освящено в 1751 году. Старейший православный храм Казахстана. Посвящён Архангелу Михаилу — небесному покровителю Яицкого (Уральского) казачьего войска. Древнейший сохранившийся единоверческий храм РПЦ. Имена зодчих собора не сохранились. Расположен в старинном историческом районе города — Куренях, на берегу реки Урал.

## История
До середины XIX века (до строительства православного Александро-Невского собора) собор был главным храмом Яицкого (Уральского) войска, на площади перед собором собирались войсковые круги, рядом с собором в XVIII веке размещалась войсковая канцелярия. Перед собором происходили трагические события начала Яицкого восстания 1772 года, когда по приказу генерала Траубенберга в январе был открыт огонь из пушек по казакам, собравшимся выразить возмущение арестами делегатов, ездивших подавать челобитные в столицу. Казаки порубили Траубенберга на куски, войсковой атаман П. Тамбовцев был убит вместе с присланным из Оренбурга генералом, старшины заперты под замок, а на войсковом круге были выбраны новые. Здесь же перед собором в июне было решено отправиться в поход навстречу карательной экспедиции, а после поражения на этой же площади казаков казнили, клеймили, рвали им ноздри, пороли и приговаривали к вечной каторге.
В начале похода яицких казаков вместе с Емельяном Пугачёвым, 18 и 19 сентября 1773 года, ещё малочисленный отряд восставших не смог взять Яицкий городок и, обойдя его, направился к Оренбургу. Комендант правительственного гарнизона, размещённого в Яицком городке после восстания 1772 года, подполковник И. Д. Симонов приказал начать строительство «ретраншмента» — внутренней городовой крепости вокруг Михайло-Архангельского собора. Комендант не мог доверять большинству оставшихся в городе казаков, видя как часть их перешла на сторону самозванца при первой же вылазке. Вокруг собора, войсковой канцелярии и гауптвахты были возведены валы со рвом перед ними. Окружая собор с трёх сторон, валы упирались в крутой береговой яр. При этом сам собор служил главной цитаделью крепости, в его подвалах были размещены склады продовольствия, а в колокольне — пороховой склад. Так как весь правительственный гарнизон во главе с капитаном А. П. Крыловым был переведён внутрь ретраншмента, в качестве жилья на территории крепости с внутренней стороны валов были вырыты землянки. Всего в крепости разместилось 738 солдат и офицеров 6-й и 7-й лёгких полевых команд, 94 оренбургских и 72 исетских казака. Артиллерия крепости составляла 18 пушек.

30 декабря 1773 года, когда, разбив на подходе к городу отряд войскового старшины Мостовщикова, атаман Михаил Толкачёв вошёл в город, к гарнизону крепости присоединились верные правительству казаки старшинской стороны, а также их семьи. Началась осада крепости Михайло-Архангельского собора, продлившаяся в итоге до 15 апреля 1774 года. При первом штурме крепости огнём крепостных пушек были разрушены и сожжены ближайшие к валу дома, так как они использовались восставшими для укрытия и ведения огня. Кроме того, в первую ночь комендант Симонов направил группу охотников для поджога уцелевших изб. В результате перед крепостью образовалось открытое пространство, затруднявшее скрытые перемещения пугачёвцев. 6 января 1774 года в Яицкий городок прибыл атаман Андрей Овчинников со своим отрядом, несколькими днями ранее удачно штурмовавшим кремль Гурьева городка. 7 января прибыл и сам Емельян Пугачёв. После военного совета было решено произвести подкопы под вал в сторону расположения крепостной пушечной батареи. После завершения подкопа 20 января был предпринят очередной штурм, руководил которым сам Пугачёв. 

Клетка, в которой содержался Пугачёв после ареста. Экспозиция музея Пугачёва в Уральске

В бою, длившемся весь день до темноты, несмотря на разрушения при подрыве мины в подкопе, защитникам крепости удалось отбиться. Восставшими было решено произвести новый подкоп, на этот раз под колокольню собора, где располагался пороховой склад гарнизона крепости. 19 февраля был произведён подрыв порохового заряда, но накануне, предупреждённые о подкопе, защитники ретраншмента успели вынести весь порох. Тем не менее при подрыве мины погибли 42 человека, колокольня Михайло-Архангельского собора была полностью разрушена. В разгоревшемся ожесточённом бою пугачёвцы вновь не смогли захватить собор. Ожесточённые бои между гарнизоном крепости и восставшими продолжались весь март и апрель, в крепости закончился запас продуктов, начался голод. 15 апреля отряды атаманов Андрея Овчинникова, Кузьмы Дехтярева и Афанасия Перфильева, пытавшиеся остановить продвижение к Яицкому городку карательной бригады павла Мансурова, потерпели поражение у реки Быковки. Узнав о поражении, часть казаков мятежной стороны решили заслужить помилование, связали атаманов Михаила Толкачёва и Никиту Каргина и выдали их подполковнику Симонову. Утром 16 апреля бригада Мансурова вступила в городок и окончательно сняла осаду с крепости.
11 сентября в Яицкий городок прибыли пугачёвские полковники Фёдор Чумаков и Творогов, объявившие, что готовы выдать связанного ими самозванца взамен помилования. Получив согласие, они доставили 15 сентября Пугачёва в город, где он был посажен в тесную клетку и прикован к стене подвала Михайло-Архангельского собора. По легенде, когда его вели к собору, Пугачёв, глядя на его купола, вздохнул: «Эх, не сумел я тебя взять…» До 18 сентября были проведены первые допросы, один из которых провёл Александр Суворов, направленный для подавления восстания с турецких границ. Он же вызвался лично возглавить конвоирование Пугачёва в Симбирск.
После подавления восстания Яицкий городок и река Яик были переименованы в Уральск и Урал. Собор оставался главным храмом Уральского казачьего войска. Собор был отнесён к единоверческим, то есть принадлежал к господствующей православной церкви, но ведение службы осуществлялось по старым книгам и канонам. В 1825 году во время большого пожара, уничтожившего большую часть Уральска, сгорела деревянная колокольня, построенная на месте взорванной пугачёвцами. Вместо неё под руководством войскового архитектора Микеле Дельмедино была отстроена каменная, сохранившаяся до наших дней. Ежегодно день Архангела Михаила 21 ноября отмечался в качестве войскового праздника, в соборе проводился торжественный молебен, на площади перед собором проходил парад.

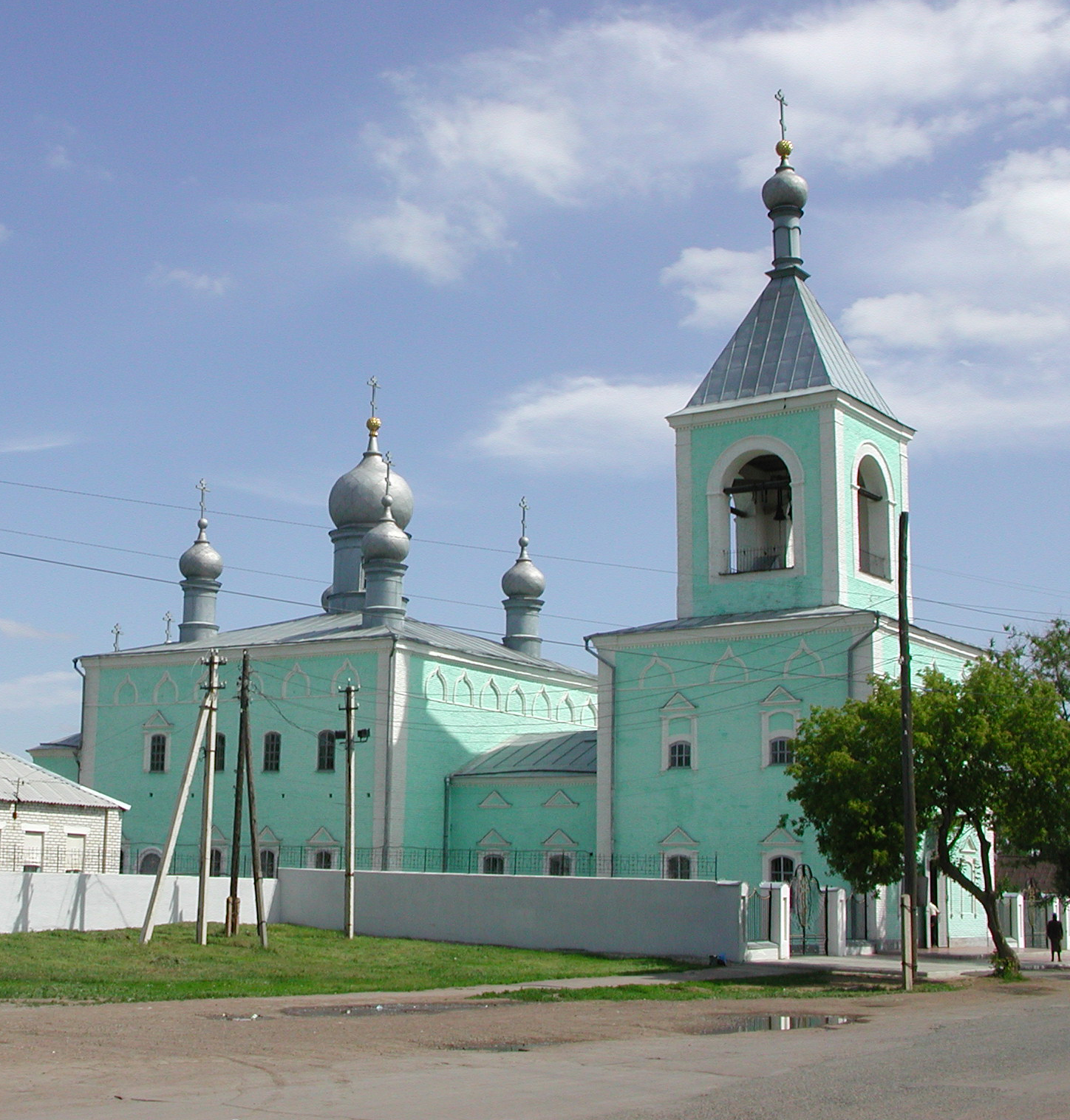
Площадь Степана Разина в Куренях

В сентябре 1833 года Уральск посетил Александр Пушкин, собиравший материалы для «Истории Пугачёвского бунта». Он осмотрел собор, выслушал рассказы казаков о временах его осады. Когда в разговоре с одним из старых казаков поэт назвал Пугачёва самозванцем, то выслушал в свой адрес гневное: «Он для тебя Пугачев…, а для меня он был великий государь Петр Фёдорович». Из разговоров с уральцами Пушкин вынес заключение, что «уральские казаки (особливо старые люди) доныне привязаны к памяти Пугачева». 80-летняя казачка говорила поэту: «Грех сказать, на него мы не жалуемся; он нам зла не делал».
В 1837 году в соборе молился августейший атаман всех казачьих войск цесаревич Александр Николаевич и его воспитатель поэт Василий Жуковский. Чиновник по особым поручениям при оренбургском губернаторе Владимир Даль, сопровождавший наследника в поездке, записал слова казачки из толпы, окружавшей собор: «Царского племени не видывали от самого от государя Петра Фёдоровича…»
В 1850 году было закончено строительство собора Святого Александра Невского, к которому перешло звание главного войскового собора. С этого момента за Михайло-Архангельским собором прочно закрепилось имя Старый собор.
После революции 1917 года площадь перед собором получила имя Степана Разина. Позже храм был закрыт, внутри был размещён музей Пугачёвского восстания. В годы Великой Отечественной войны в храме вновь начались службы, настоятелем был местный священник протоиерей Михаил Серебряков, отказавшийся подписать документы на закрытие собора. Тем не менее в хрущёвские гонения храм снова был отдан под областной историко-краеведческий музей. В 1989 году Михайло-Архангельский собор передан Русской православной церкви.
В храме сохранились старинные росписи, частично пострадавшие в годы советской власти. Из изображений Вселенских соборов над входом в храм сохранилась лишь роспись «Собор на Диоскора патриарха». Стены основной части храма изображают Страсти Христовы, на колоннах здания запечатлены русские святые и апостолы-евангелисты. К числу значимых икон относится почитаемый образ Смоленской Божией Матери, иконы «Знамение», Архангела Михаила, Николая Чудотворца.
В соборе два хора. Левый и правый. Регент правого хора на данный момент является Лариса Бондарева.
В соборе сохранился иконостас.